# Nepáli molnárfecske
A nepáli molnárfecske (Delichon nipalense) a verébalakúak (Passeriformes) rendjébe, ezen belül a fecskefélék (Hirundinidae) családjába és a Delichon nembe tartozó faj.

## Rendszerezése
A fajt Frederic Moore brit rovartudós írta le 1854-ben.

## Alfajai
- Delichon nipalense nipalense (F. Moore, 1854) – a Himalája völgyeiben észak-Indiától nyugat-Mianmarig;
- Delichon nipalense cuttingi (Mayr, 1941) – északkelet-Mianmartól északnyugat-Vietnámig.

## Előfordulása
Dél- és Délkelet-Ázsiában, Bhután, India, Kína, Laosz, Mianmar, Nepál, Thaiföld és Vietnám területén honos. 
A természetes élőhelye a szubtrópusi vagy trópusi sziklás részek, folyók és patakok környékén, de városokban is előfordul. Állandó, nem vonuló faj.

## Megjelenése
Testhossza 11,5–12,5 centiméter, testtömege 14–16 gramm.

## Életmódja
Rovarokkal táplálkozik.

## Szaporodása
Márciustól szeptemberig költ. Csoportosan él, fészkét agyagból, fűből és tollúból készíti. A fészekalj 3-4 tojásból áll, a pár felváltva költ.

## Természetvédelmi helyzete
Az elterjedési területe nagy, egyedszáma pedig stabil. A Természetvédelmi Világszövetség Vörös listáján nem veszélyeztetett fajként szerepel.